# 海地共和国 (1806年—1820年)
海地共和國，通稱南海地，於1806年—1820年统治今海地南部。成立於1806年10月17日，海地皇帝让-雅克·德萨林（雅克一世）被暗殺，海地第一帝國被推翻。1807年3月9日，海地南部共和國开始由有色人種自由人亞歷山大·佩蒂翁將軍統治，直至其于1818年3月29日去世。他的繼任者是让-皮埃尔·布瓦耶。 
雖然海地共和國控制了南部，但亨利·克里斯托夫作為海地國總統統治著該國北部，直到1811年他登基為海地國王亨利一世。1820年亨利去世後，海地在布瓦耶的領導下統一為單一的共和國家，並統治全西班牙島。

## 內政
佩蒂翁最初是民主的支持者，在1816年6月2日修訂1806年海地憲法中關於總統任期的條文，使總統職位成為終身職位，總統有權任命他的繼任者。此外，他發現參議院對他施加的限制是繁重的，並於1818年中止了立法機構。
佩蒂翁任命让-皮埃尔·布瓦耶將軍為他的繼任者；參議院批准了他的選擇。在佩蒂翁因黃熱病去世後，布瓦耶於1818年掌權。亨利一世和他的兒子於1820年去世後，布瓦耶於1820年重新統一了海地的南北部分；他於1822年在他的統治下統一了整個西班牙島，並主持了統一的海地共和國，直到他1843年被推翻。

## 經濟政策
佩蒂翁從海地富有的紳士手中奪取了商業種植園。他將土地重新分配給他的支持者和農民，為他贏得了Papa Bon-Cœur（“好心的父親”）的綽號。土地徵用和農業變化減少了海地經濟商品生產和出口。大多數人口成為完全自給的農民，出口和國家收入急劇下降，使新國家難以生存。

## 外交
1815年，佩蒂翁為委內瑞拉獨立領袖西蒙·玻利瓦爾提供庇護，並為他提供物質和步兵支持。這項重要的援助在玻利瓦爾的軍事生涯中發揮了決定性作用，並確保他在解放大哥倫比亞的國家的運動中取得成功。